# Zecca di Mediolanum
La zecca di Mediolanum (in latino Moneta) era l'officina governativa dove si coniavano le monete in epoca imperiale romana a Mediolanum, la moderna Milano, a partire dall'imperatore Gallieno nel 260. Si trovava a fianco del foro romano di Milano, all'incirca dove ora è presente la moderna via Moneta (quest'ultimo toponimo è indicativo della presenza della zecca). Attiva fino all'epoca ducale, fu sostituita nel 1474 dalla Zecca di Milano.

## Storia

L'antica Milano romana (Mediolanum) sovrapposta alla Milano moderna. Il rettangolo più chiaro al centro, leggermente sulla destra, rappresenta la moderna piazza del Duomo, mentre il moderno Castello Sforzesco si trova in alto a sinistra, appena fuori dal tracciato delle mura romane di Milano. Al centro, indicato in rosso salmone, il foro romano di Milano, mentre in verde il palazzo imperiale romano di Milano

Il primo a nominarla in modo ufficiale è Ausonio attorno al 380-390, quando riferendosi a Mediolanum dice:
(Ausonio, Ordo urbium nobilium, VII.)

## L'edificio
Le indagini archeologiche non hanno ancora in modo definitivo individuato con sicurezza l'antico edificio presso il quale fu iniziata la coniazione delle monete di Mediolanum. 
Certo è che in via Moneta (quest'ultimo toponimo è indicativo della presenza della zecca) agli inizi del XX secolo, durante la costruzione del palazzo della Banca d'Italia, furono riconosciuti i muri in ciottoli di un edificio rettangolare (44 x 16,85 metri, tra via Moneta e via Armorari), orientato da NO a SE, secondo l'orientamento del vicino foro romano di Milano, che potrebbe identificarsi con la prima zecca di Mediolanum.
L'edificio sarebbe da identificarsi con uno imponente a pianta rettangolare riportato alla luce nel 1908, in occasione dei lavori per la costruzione della sede milanese della Banca d'Italia.

## Segni di zecca
Numerosi furono i segni di zecca: es. MD = Mediolanum, MED(ediolanensis), M(e)D(iolanensis)OBrizyacum, M(e)D(iolanensis)P(u)S(tulatum) [= argento puro], P(prima)M(ediolanum), S(ecunda)M(ediolanensis), T(ertia)M(ediolanensis).

## Storia e monetazione

### Periodo dubbio: concessione della cittadinanza alla Gallia Cisalpina (49-42 a.C.)
Nel dicembre del 49 a.C. Cesare concesse la cittadinanza romana agli abitanti della provincia della Gallia Cisalpina. In questa circostanza Mediolanum potrebbe aver battuto moneta per commemorare l'evento tanto importante per la città. 
Pochi anni più tardi, nel 42 a.C., la nuova provincia romana fu abolita, facendo della Gallia Cisalpina parte integrante dell'Italia romana. Nel periodo in cui fu provincia la Gallia Cisalpina venne amministrata da un propretore.
| Primo periodo                  | Primo periodo | Primo periodo                                                    | Primo periodo | Primo periodo | Primo periodo  | Primo periodo                                                                                            |
| Immagine                       | Valore        | Dritto                                                           | Rovescio | Datazione     | Peso; diametro | Catalogazione                                                                                            |
| ------------------------------ | ------------- | ---------------------------------------------------------------- | --- | ------------- | -------------- | --- |
|                                | dupondio      | CAESAR DICTER, busto con drappeggio della Vittoria verso destra. | C CLOVI PRAEF, Minerva in piedi verso destra tiene un trofeo sulle sue spalle ed uno scudo decorato con Medusa, ai suoi piedi un serpente a sinistra. | 45 a.C.       | 27mm, 13.25 gm | Crawford 476/1a; CRI 62; RPC I 601; Sydenham 1025. VF, di ottima fattura, patina verde, porosità minima. |
| N.B.: Qui sopra alcuni esempi. |               |                                                                  | |               |                | |

### Primo periodo della zecca romana diMediolanum(251-274)
Sembra che la zecca riaprì in epoca imperiale, durante il periodo della crisi del III secolo, a partire dall'imperatore Decio (251). Seguirono emissioni monetali anche sotto Treboniano Gallo (251-253). Nel 260-261 apparve un'importante serie di monete (23 tipologie), nota come "serie delle legioni", dove erano rappresentate nei loro nomi, insegne-simboli e leggende. La serie era costituita da antoniniani, una moneta d'argento dal valore di due denari.
A partire dal 262 anche le emissioni di Mediolanum furono contrassegnate dalla marca delle officine (P(rima), S(ecunda) e T(ertia)) precedute dalla dicitura "M(ediolanum)". Qui Gallieno coniò anche aurei, quinari d'oro e d'argento, dupondi e assi seppure in numero limitato. Tra la fine del 267 e gli inizi del 268, durante l'assedio di Milano ad opera di Gallieno contro Aureolo (che aveva a Mediolanum il suo quartier generale), la zecca produsse monete dell'usurpatore, Postumo a capo dell'Impero delle Gallie (con aurei ed antoniniani). Sconfitto Aureolo e morto poi Gallieno, la zecca tornò a coniare monete imperiali prima sotto Claudio il Gotico (dal 268 al 270, con emissioni di aurei ed antoniniani, ma pochi dupondi e assi) e poi sotto Aureliano che qui aprì prima una Q(uarta) officina per poi chiudere definitivamente la zecca milanese nel 274 a vantaggio della vicina Ticinum (dove le officine divennero addirittura sei).

#### Monetazione (251-274)
| Primo periodo                  | Primo periodo                  | Primo periodo | Primo periodo | Primo periodo | Primo periodo                                                                       | Primo periodo |
| Immagine                       | Valore                         | Dritto | Rovescio | Datazione | Peso; diametro                                                                      | Catalogazione |
| ------------------------------ | ------------------------------ | --- | --- | --- | ----------------------------------------------------------------------------------- | --- |
|                                | antoniniano                    | IMP CC VIB TREB GALLUS AVG, testa radiata di Treboniano Gallo verso destra, drappeggio e corazza;                        | LIBERTAS PUBLICA, la Libertas in piedi verso sinistra, tiene un pileo ed uno scettro di traverso.                                                                     | 251-253; | 21 mm, 3.60 gr, 12 h (zecca di Mediolanum);                                         | RIC, Trebonianus Gallus, IV 70; RSC 68.                                                                              |
|                                | antoniniano                    | GALLIENUS AVG, testa radiata di Gallieno verso destra;                                                                   | COHH PRAET VI P VI F, un leone "radiato'", simbolo delle coorti pretoriane, che cammina verso destra.                                                                 | 260; | 19 mm, 2.46 gr, 5 h (zecca di Mediolanum);                                          | RIC, Gallienus, V 370; MIR 36, 979r; Cunetio 1434; RSC 105.                                                          |
|                                | Antoniniano "serie legionaria" | GALLIENVS AVG, testa radiata e busto con corazza.                                                                        | LEG I ITAL VI P(ia) VI F(idelis), un cinghiale (simbolo della legione in piedi verso destra.                                                                          | 260/261 | 3,73 g                                                                              | RIC V 320; MIR 36, 986n; RSC 455.                                                                                    |
|                                | Antoniniano "serie legionaria" | GALLIENVS AVG, testa radiata e busto con corazza.                                                                        | LEG II ITAL VI P(ia) VI F(idelis), una lupa con due gemelli (simbolo della legione in piedi verso destra).                                                            | 260/261 | 21mm, 2,68 g                                                                        | RIC 329; MIR 36, 993j; Cunetio -; RSC 474a. VF.                                                                      |
|                                | Antoniniano "serie legionaria" | GALLIENVS AVG, testa radiata e busto con corazza.                                                                        | LEG III ITAL VI P(ia) VI F(idelis), una cicogna (simbolo della legione in piedi verso destra.                                                                         | 260/261 | 4,23 g                                                                              | RIC V pt. 2, 339; Göbl, MIR 36, 999r; RSC (Cohen) 487.                                                               |
|                                | Antoniniano "serie legionaria" | GALLIENVS AVG, testa radiata e busto con corazza.                                                                        | LEG V MAC VI P(ia) VI F(idelis), La Vittoria in piedi verso destra, tiene in mano una palma ; un'aquila ai suoi piedi verso destra.                                   | 261 | 3,54 g                                                                              | RIC V pt. 1, 345; Göbl 1007n; RSC 504.                                                                               |
|                                | Antoniniano "serie legionaria" | GALLIENVS AVG, testa radiata e busto con corazza.                                                                        | LEG VII CLA VI P(ia) VI F(idelis), un toro verso destra. | 261 | ?                                                                                   | RIC V pt.2, 348 var. (CL opposto a CLA); Göbl 1006i var. (idem); Cunetio 1465 var. (idem); RSC 512 var. (idem).      |
|                                | Antoniniano                    | Salonina AVG, busto con drappeggio verso destra.                                                                         | AVG IN PACE, Salonina seduta verso sinistra sul trono, con in mano un ramo d'ulivo ed uno scettro; SM.                                                                | 267/268 | 20mm, 3,44 g, 5h (2° officina)                                                      | RIC V 58; MIR 36, 1375e; RSC 17.                                                                                     |
|                                | Antoniniano                    | IMP POSTVMVS AVG, testa radiata e busto con drappeggio e corazza dell'imperatore delle Gallie.                           | VIRTUS EQUIT, la Virtù che avanza verso destra, tiene una lancia ed uno scudo; sotto si legge: T.                                                                     | 268 (omaggio a Postumo da Aureolo, che si era ribellato a Gallieno)                                                                                      | 20mm, 3.39 g, 12h (3° officina 3° emissione)                                        | RIC V 388; Mairat 224-5; AGK 111b; RSC 441.                                                                          |
|                                | Antoniniano                    | IMP C POSTVMVS P I AVG, testa radiata e busto con drappeggio e corazza dell'imperatore delle Gallie, Postumo.            | Ercole in piedi rivolto verso destra, tiene una pelle di leone ed una mazza appoggiata ad un masso nella mano sinistra, con l'altra mano appoggiata sull'anca destra. | 268 (omaggio a Postumo da Aureolo, che si era ribellato a Gallieno)                                                                                      | 18mm, 2.20 g, 11h (2° officina 5° emissione)                                        | RIC V 389; Mairat -; AGK 113; RSC 443.                                                                               |
|                                | Antoniniano                    | IMP CLAVDIVS P F AVG, testa radiata e busto con drappeggio e corazza.                                                    | VICTORIA AUG, la Vittoria che vanza verso destra, tiene una palma nella mano sinistra ed una corono nella destra; una "S" in esergo.                                  | settembre 268/gennaio 269 (potrebbe riferirsi alla fine di Aureolo ed alla pace ritrovata)                                                               | 18 mm, 2.74 g, 12 h seconda officina, prima emissione della zecca di Mediolanum;    | RIC V 171; Venèra 9109-53.                                                                                           |
|                                | Antoniniano                    | IMP CLAVDIVS P F AVG, testa radiata e busto con drappeggio e corazza.                                                    | AEQUITAS AVG, l'Aequitas in piedi verso sinistra tien una bilancia ed una cornucopia: una "S" in esergo.                                                              | settembre 268/gennaio 269 | 20mm, 4.00 g seconda officina della zecca di Mediolanum;                            | RIC V 137; Cohen 12.                                                                                                 |
|                                | Antoniniano                    | IMP CLAVDIVS P F AVG, testa radiata e busto con drappeggio e corazza.                                                    | FELIC T ENPO, La dea Felicitas in piedi di fronte, tiene un caduceus e uno scettro; T.                                                                                | settembre 268/gennaio 269 | 19mm, 5,03 g, 11h (3° officina)                                                     | RIC V 145; Normanby 1016.                                                                                            |
|                                | antoniniano                    | IMP CLAVDIVS P F AVG, testa radiata e busto con drappeggio e corazza.                                                    | FIDE-S M-ILIT, la Fides in piedi di fronte, la testa verso sinistra, tiene due insegne militari; in esergo "S"(ecunda oficina).                                       | 269, la fedeltà degli eserciti all'imperatore Claudio, da mettere in relazione alla guerra contro gli Alemanni oppure a quella successiva contro i Goti; | 19 mm, 3.55 g, 6 h (2° officina, seconda emissione, zecca di Mediolanum);           | RIC Claudius Gothicus, V 149; Venèra 9251-9277.                                                                      |
|                                | antoniniano                    | IMP CLAVDIVS P F AVG, testa radiata e busto con drappeggio e corazza.                                                    | VIRTVS AVG, Marte che avanza verso destra, tiene un trofeo con la mano sinistra e una lancia di traverso con la mano destra; in esergo "P"(rima oficina).             | gennaio/estate del 269, da mettere in relazione o alla guerra contro gli Alemanni o a quella successiva contro i Goti;                                   | 19 mm, 3.41 g, 6 h (1° officina, seconda emissione, zecca di Mediolanum);           | RIC Claudius Gothicus, V 172; Cohen 315; Venèra 9206-36.                                                             |
|                                | Antoniniano                    | IMP QVINTILLVS AVG, testa radiata e busto con drappeggio e corazza.                                                      | FIDES MILIT, la Fides in piedi di fronte, rivolta a sinistra, tiene due insegne militari; S.                                                                          | 270 | 19mm, 2.86 g, 12h (2° officina 2° emissione)                                        | RIC V 52; Huvelin 26; Cohen 25; Braithwell 136.                                                                      |
|                                | Aureo                          | IMP C M AVR QVINTILLVS AVG, testa laureata e busto con drappeggio e corazza.                                             | FIDES EXERCITI, la Fides in piedi di fronte, rivolta a sinistra, tiene due insegne militari; S.                                                                       | 270 | ?                                                                                   | ? |
|                                | antoniniano                    | IMP AVR E LIANVS AVG, testa radiata busto con corazza verso destra, indossa un'aegis (armatura di Minerva);              | DAC-IA FELIX, la Dacia in piedi di fronte, la mano destra tiene un bastone sormontato da una testa di un draco con drappeggio; in esergo una "S"(ecunda).             | Dicembre 270/gennaio 271, moneta che celebra l'ultimo atto della Dacia traiana romana;                                                                   | 20 mm, 4.29 g, 5h; Zecca di Mediolanum (Milano), seconda officina, prima emissione; | RIC V 108; BN 362; Venèra 1557.                                                                                      |
|                                | aureo                          | IMP C L DOM AVRELIANVS P F AUG, testa laureata e busto con corazza verso destra, indossa un'aegis (armatura di Minerva); | V-IRTVS AVG, Marte avanza verso destra, tiene una lancia in avanti ed un trofeo sopra la spalla sinistra; ai piedi un prigioniero legato seduto verso destra.         | 271/272 | 21 mm, 4.70 gr, 6h; Zecca di Mediolanum (Milano), terza emissione;                  | Cfr. RIC V 15 (Roma) e 182 (Siscia); MIR 47, 127p0 (8) = Calicó 4050 (questa moneta); cf. BN 424-435; cf. Cohen 269. |
|                                | Antoniniano                    | IMP C AVRE L IANVS AVG, testa radiata e busto con corazza.                                                               | ORIENS AVG, il Sole avanza verso sinistra, calpestando il prigioniero di sinistra legato sotto di lui, tiene nella mano sinistra un globo; T M.                       | primavera 274 | 23mm, 3,56 g, 12h (3° officina)                                                     | RIC V, 150; BN 567-8.                                                                                                |
| N.B.: Qui sopra alcuni esempi. |                                | | | |                                                                                     | |

### Secondo periodo della zecca romana diMediolanum(291?-327)
La zecca riaprì con la tetrarchia di Diocleziano, quando Massimiano scelse come sua capitale Mediolanum attorno al 290/291. Furono così riattivate due delle quattro officine del tempo di Aureliano, e dal 302 fu riaperta anche la T(ertia) con la produzione di folles per tutti i tetrarchi, che appaiono sia "laureati" (nel 294/295) sia "radiati" (nel 299). Tra il 307 ed il 312 la zecca coniò monete per Massenzio, poi dopo la battaglia di Ponte Milvio passò a Costantino I, il quale vi aggiunse una Q(uarta) officina nel 324, ma chiuse definitivamente la zecca di Ticinum e di Mediolanum nel 326/327, lasciando aperte in Italia solo le zecche di Roma ed Aquileia.

### Terzo periodo della zecca romana diMediolanum(352-404?)
La zecca di Milano fu nuovamente riattivata sotto Costanzo II (novembre del 352), quando quest'ultimo scelse Mediolanum come sua capitale imperiale per almeno un quinquennio, dopo aver battuto Magnenzio. Queste nuove emissioni, solo in oro ed argento, furono contrassegnate dalle marche SMMED, MED, MDOB (fino al 389) poi MD nei nominali in oro, ed MDPS e MD in quelli in argento. L'attività di questa "zecca imperiale" o "zecca comitatense" fu però limitata ai periodi in cui nella città risiedeva l'Imperatore romano o l'usurpatore del momento. In assenza di queste autorità, rimaneva inattiva. Ad esempio nel 352 furono emessi un sesquisolido d'oro e solidi di Costanzo II; nel 364-365 ancora un sesquisolido di Valentiniano I e del fratello Valente. Dopo il 382 solidi per Graziano, Valentiniano II e Teodosio I; nel 387 solidi per Teodosio ed il figlio Arcadio, miliarensi per Teodosio, silique per Valentiniano II, Teodosio ed Arcadio. Nel settembre del 387 fino all'agosto del 388 l'usurpatore Magno Massimo ed il figlio Flavio Vittore coniarono solidi, semissi e tremissi in oro, oltre a silique d'argento. Dal 389 al 392 tornarono a battere moneta per Vanetiniano II, Teodosio ed Arcadio, con una breve interruzione nel 393-394 per l'usurpatore Flavio Eugenio, tornando a coniare monete per Teodosio, Arcadio e l'altro figlio Onorio. Dopo il 395 fino al 404 sulla zecca di Mediolanum fu concentrata la produzione di nominali in oro e argento, per tutte le province settentrionali, con emissioni di multipli eccezionali nei due metalli. Con lo spostamento della capitale dell'Impero romano d'Occidente a Ravenna e l'apertura di una nuova zecca, quella di Mediolanum cominciò ad emettere sempre meno, fino alla sua terza chiusura in epoca romana.

#### Monetazione (352-404?)
| Terzo periodo                  | Terzo periodo    | Terzo periodo | Terzo periodo | Terzo periodo | Terzo periodo                  | Terzo periodo                          |
| Immagine                       | Valore           | Dritto | Rovescio | Datazione     | Peso; diametro                 | Catalogazione                          |
| ------------------------------ | ---------------- | --- | --- | ------------- | ------------------------------ | -------------------------------------- |
|                                | Siliqua argentea | Busto di Arcadio rivolto verso destra con corazza, perle, diadema e drappeggio.                                                  | VOT-V-MVLT-X su quattro linee, tutte racchiuse in una ghirlanda; MDDS. | 383-387       | 16mm, 0,88 g, 6h (2° officina) | RIC IX 13; RSC 27B.                    |
|                                | Siliqua argentea | D.N. MAG MAXIMVS, P F AVG, Busto a destra con diadema di perle, corazza e manto.                                                 | VIRTVS ROMANORVM Roma sul trono di fronte, testa a sinistra, con globo crucigero e scettro; in esergo MDPS. | 383-388       | 1.59 g, 12h                    | RIC IX 19a; RSC 20†c.                  |
|                                | Siliqua argentea | D.N. VALENTINI-ANUS, P F AVG, Busto a destra con diadema di perle, corazza e manto.                                              | VOT/ X/ MVLT/ XX su quattro linee all'interno di una corolla; in esergo MDPS. | 383-388       | 16mm, 1.03 g, 5h               | RIC IX 14a; RSC 71†a.                  |
|                                | Siliqua argentea | D.N. MAG MAXIMVS, P F AVG, Busto a destra con diadema di perle, corazza e manto.                                                 | VIRTVS ROMANORVM Roma sul trono di fronte, testa a sinistra, con globo crucigero e scettro; in esergo MDPS. | 387-388       | 14mm, 1.04 g, 5h               | RIC IX 19a; RSC 20†c.                  |
|                                | Siliqua argentea | D.N. FL VICTOR, P F AVG, Busto a destra con diadema di perle, corazza e manto.                                                   | VIRTVS ROMANORVM Roma sul trono di fronte, testa a sinistra, con globo crucigero e scettro; in esergo MDPS. | 387-388       | 1.42 g, 6h                     | RIC IX 19b; RSC 6Ac.                   |
|                                | Siliqua          | D N ARCADIVS PF AVG, Busto di Arcadio Busto a destra con diadema di perle, mantello e corazza.                                   | VOT/ V/ MVLT/ XV in quattro linee entro corona, MDPS. | 388-394       | 16mm, 1,54 g, 12h              | RIC IX 27a; RSC 27c.                   |
|                                | Solido d'oro     | D N VALENTINI-ANVS P F AVG, busto consolare a sinistra, indossa un diadema di perle e un manto imperiale; tiene mappa e scettro. | VOTA PV-BLICA, Valentiniano e Teodosio seduti, di fronte, entrambi nimbati, ognuno con mappa e scettro; ai lati M-D (Mediolanum), in esergo COM.                                                                                           | 390           | 4,41 g, 6h                     | RIC IX 9; Depeyrot 10/1; cf. Cohen 63. |
|                                | Solido d'oro     | D N EVGENI-VS P F AVG, busto con diadema di perle a destra, con corazza e manto.                                                 | VICTOR-IA AVGG, Flavio Eugenio e Teodosio entrambi nimbati, seduti di fronte, tenenti un globo crucigero tra loro; dietro in mezzo, Vittoria stante di fronte con ali allargate, palma in basso; M-D (Mediolanum) ai lati e COM in esergo. | 393/394       | 4.44 g                         | RIC IX 28; Depeyrot 11/1; Cohen 6.     |
|                                | Solido d'oro     | D N THEODO SIVS S P F AVG, busto con diadema di perle a destra, con corazza e manto.                                             | VICTORI A AVCCC, Teodosio stante, di fronte, testa a destra, piede sinistro su un prigioniero legato; tiene un labaro nella mano destra e la Nike, stante su un globo, nella sinistra; ai lati M-D (Mediolanum). In esergo COMOB.          | 395           | 4,41 g, 6h                     | RIC IX 35a; Depeyrot 16/3.             |
|                                | Solido d'oro     | D N ARCADI-VS P F AVG, Busto di Arcadio rivolto verso destra con corazza, perle, diadema e drappeggio.                           | VICTORI-A AVGGG, Arcadio in piedi tiene un labaro, sotto il suo piede sinistro, un prigioniero; M-D/E/CONOB. | 395-402       | 4,42 g, 6h                     | RIC X 1205 (Honorius); Depeyrot 16/1.  |
|                                | Siliqua          | D N HONORI VS PF AVG, Busto a destra con diadema di perle mantello e corazza.                                                    | VOT/ V/ MVLT/ X in quattro linee entro corona; MDPS. | 402-423       | 16mm, 1,54 g, 12h              | RIC X 1226; RSC 63†.                   |
| N.B.: Qui sopra alcuni esempi. |                  | | |               |                                |                                        |

### Quarto periodo della zecca romano-barbarica diMediolanum(452?-526?)
Sembra infine che la zecca tornò attiva in concomitanza con la calata degli Unni di Attila ed il successivo assedio di Milano, al termine del quale l'Imperatore Valentiniano III sembra abbia coniato a Mediolanum nuove monete con la VICTORIA AUGGG. Gli ultimi imperatori a coniare monete a Milano furono: Avito (455-456), Maggioriano (457-461), Libio Severo (461-465), Antemio (467-472), Glicerio (473-474), Giulio Nepote (474-475), poi Leone I, Zenone ed infine Teodorico (493-526) che coniò solidi, tremissi, silique al nome di Anastasio I Dicoro.

## Mappa dettagliata di Mediolanum

Mappa dell'antica Milano romana (Mediolanum) (secoli III-V) con indicate le mura e le porte romane di Milano, il foro romano di Milano, il teatro romano di Milano, l'anfiteatro romano di Milano, il circo romano di Milano, l'area del palazzo imperiale romano di Milano (in rosa più tenue), la zecca romana di Milano, le terme Erculee, il mausoleo imperiale di Milano, la via Porticata con l'arco trionfale, i magazzini annonari romani di Milano (lat. horrea), il porto fluviale romano di Milano, i castelli romani di Milano e le basiliche paleocristiane di Milano

#### Monetazione (452?-526?)
| Quarto periodo                 | Quarto periodo             | Quarto periodo | Quarto periodo | Quarto periodo | Quarto periodo            | Quarto periodo |
| Immagine                       | Valore                     | Dritto | Rovescio | Datazione      | Peso; diametro            | Catalogazione |
| ------------------------------ | -------------------------- | --- | --- | -------------- | ------------------------- | --- |
|                                | Solido d'oro               | D N PLA VALENTINIANVS P F AVG, busto diademato con corazza e manto. | VICTOR-IA AVGGG, Valentiniano stante di fronte, piede destro su serpente dal volto umano, e tenente lunga croce e Vittoria: nel campo, ai lati, M-D; in esergo COMOB. | 430?? -455     | 4.40 g, 6h                | RIC X 2025; Cohen 19, Depeyrot 20/2.                                                                                               |
|                                | Aes grave (bronzo pesante) | D N IVL MAJORIANVS P F AVG, busto di Maggioriano rivolto verso destra con corazza, diadema e drappeggio.                                                                             | VICTORI-A AVGGG, la Vittoria che avanza verso sinistra, tiene una corona ed una palma; MD.                                                                            | 457-461        | 15mm (1.52 gm)            | RIC X 2646 var. (...PE AVG); LRBC 582 var. (...PER AVG).                                                                           |
|                                | Tremisse d'oro             | D N IVL NEPOS P F AVG, busto di Giulio Nepote rivolto verso destra con corazza, perle, diadema e drappeggio.                                                                         | Una corona attorno ad una croce; COMOB. | 474-475        | 1.39 gm                   | RIC X 3221; Lacam 85. |
|                                | Tremisse d'oro             | D N ZENO PERP AVC, testa con diadema di perle, busto verso destra con drappeggio e corazza.                                                                                          | Una corona attorno ad una croce; COIIOB. | 476-491        | 1.44 g, 6h (2° officina). | RIC X 3610 var. (Zeno; marcato con la zecca); Lacam 66; Depeyrot 43/8 var. (idem); MEC 1, 60; DOCLR 681 var. (Zeno; idem).         |
|                                | Siliqua di argento         | D N ZENO PERP AVC, testa con diadema di perle, busto con drappeggio e corazza verso destra.                                                                                          | Un'aquila in piedi che guarda verso sinistra, la testa dritta e le ali aperte; una croce sopra.                                                                       | 476-491        | 0.77 g, 6h.               | RIC X 3623 var. (Zeno; retro verso destra); RSC 14† var. (obv. legenda); cf. MEC 1, 61; cf. DOCLR 684 (Zeno; retro tipo a destra). |
|                                | Tremisse d'oro             | D N ΛNΛSTΛ-SIV SP F ΛVG (tutte le S retrograde), busto diademato e corazzato a destra.                                                                                               | VICTORIΛ ΛVGVSTORVN, Vittoria avanzante a destra, testa a sinistra, tenente corona nella mano destra e croce nella sinistra; stella a destra; CONO in esergo.         | 491-501        | 1,41 g, 5h                | COI 24; MIB I -; MEC 1, -; cf. Demo 62 (Ticinum).                                                                                  |
|                                | Quarto di siliqua          | D И VИVSTATSAS PP VΛC (le S e C retrograde, PP retrograde e invertite), busto con diadema di perle a destra, con abito di stile ostrogotico; O M I (O M I invertite) sotto il busto. | INVIT Λ ROMΛ, grande monogramma “Theodericus” con S retrograda; croce sopra, C invertita (stella) M sotto.                                                            | 491-501        | 0,83 g, 6h                | COI 49 (illustrata con lo stesso conio); MIB 43a (stesso conio); cfr. MEC 1, 119-20.                                               |
| N.B.: Qui sopra alcuni esempi. |                            | | |                |                           | |